# No Sweat (album Blood, Sweat & Tears)
No Sweat – szósty album studyjny zespołu Blood, Sweat & Tears, wydany w sierpniu 1973 roku w Stanach Zjednoczonych nakładem Columbia Records jako LP.
29 września 1973 roku album doszedł do 72. miejsca na liście Billboard 200.

## Album
New Blood jest drugim albumem Blood, Sweat & Tears nagranym po odejściu wokalisty Davida Claytona-Thomasa. Większość zawartych na nim utworów to kompozycje innych artystów. Członkowie zespołu napisali ich jedynie pięć: dwa – Lou Marini Jr., dwa – George Wadenius i jeden – Larry Willis. Materiał zarejestrowano w Electric Lady Studios w Nowym Jorku City oraz w Trident Studios w Londynie.

### Lista utworów
Lista i informacje według Discogs:
Side 1
| 1. | Roller Coaster M. James             | 3:25  |
|    |                                     |       |
| 2. | Save Our Ship C. Weil – G. Wadenius | 3:40  |
|    |                                     |       |
| 3. | Django (An Excerpt) J. Lewis        | 2:05  |
|    |                                     |       |
| 4. | Rosemary R. Newman                  | 3:10  |
|    |                                     |       |
| 5. | Song For John L. Marini, Jr.        | 3:00  |
|    |                                     |       |
| 6. | Almost Sorry J. Kent – D. Lubahn    | 6:24  |
|    |                                     |       |
|    |                                     | 21:44 |
|    |                                     |       |
Side 2
| 1. | Back Up Against The Wall B. Buie – J. R. Cobb | 3:10  |
|    |                                               |       |
| 2. | Hip Pickles L. Marini, Jr.                    | 1:40  |
|    |                                               |       |
| 3. | My Old Lady C. Weil – G. Wadenius             | 3:15  |
|    |                                               |       |
| 4. | Empty Pages S. Winwood – J. Capaldi           | 3:10  |
|    |                                               |       |
| 5. | Mary Miles M. Rabon                           | 2:20  |
|    |                                               |       |
| 6. | Inner Crisis L. Willis                        | 5:33  |
|    |                                               |       |
|    |                                               | 19:08 |
|    |                                               |       |

### Muzycy
- Jerry Fisher – główny wokal, chórki
- Bobby Colomby – perkusja, instrumenty perkusyjne, chórki
- Jim Fielder – gitara basowa, gitara rytmiczna
- Larry Willis – fortepian, fortepian elektryczny, klawinet, organy, syntezator Mooga
- Georg Wadenius – gitara elektryczna, gitara akustyczna, chórki
- Lew Soloff – trąbka (pierwsza), skrzydłówka (pierwsza)
- Dave Bargeron – puzon tenorowy, puzon basowy,
- Lou Marini Jr. – saksofon sopranowy, saksofon altowy, saksofon tenorowy, saksofon barytonowy, flet, flet altowy, flet piccolo
- Tom Malone – trąbka (druga), skrzydłówka (druga), puzon tenorowy, flet, gitara basowa Fendera, flet altowy

## Odbiór

### Opinie krytyków
Zdaniem Rossa Boissoneau z magazynu AllMusic album jest „być może najbardziej jazzowym w historii BS&T”, który „błyszczy w całym materiale”. Za punkt kulminacyjny autor uznał utwór Almost Sorry.

### Listy tygodniowe
| Kraj              | Lista         | Pozycja |
| ----------------- | ------------- | ------- |
| Stany Zjednoczone | Billboard 200 | 72      |